# Назаренки (Днепропетровская область)
Назаренки (укр. Назаренки) — село,
Ляшковский сельский совет,
Царичанский район,
Днепропетровская область,
Украина.
Код КОАТУУ — 1225683005. Население по переписи 2001 года составляло 54 человека .

## Географическое положение
Село Назаренки находится на расстоянии в 1 км от села Ляшковка и в 1,5 км от сёл Шаровка и Брынзы (Кобелякский район).
Около села большое заболоченное озеро.
Рядом проходит автомобильная дорога Т-0441.